# Winston (Montana)
Winston és una concentració de població designada pel cens dels Estats Units a l'estat de Montana. Segons el cens del 2000 tenia 73 habitants.

## Demografia
Segons el cens del 2000, Winston tenia 73 habitants, 27 habitatges, i 18 famílies. La densitat de població era de 8,4 habitants per km².
Dels 27 habitatges en un 40,7% hi vivien nens de menys de 18 anys, en un 51,9% hi vivien parelles casades, en un 11,1% dones solteres, i en un 33,3% no eren unitats familiars. En el 25,9% dels habitatges hi vivien persones soles el 14,8% de les quals corresponia a persones de 65 anys o més que vivien soles. El nombre mitjà de persones vivint en cada habitatge era de 2,7 i el nombre mitjà de persones que vivien en cada família era de 3,44.
Per edats la població es repartia de la següent manera: un 30,1% tenia menys de 18 anys, un 5,5% entre 18 i 24, un 26% entre 25 i 44, un 27,4% de 45 a 60 i un 11% 65 anys o més.
L'edat mediana era de 35 anys. Per cada 100 dones de 18 o més anys hi havia 82,1 homes.
La renda mediana per habitatge era de 14.500 $ i la renda mediana per família de 56.250 $. Els homes tenien una renda mediana de 35.683 $ mentre que les dones 28.750 $. La renda per capita de la població era de 18.846 $. Cap de les famílies estaven per davall del llindar de pobresa.

## Poblacions més properes
El següent diagrama mostra les poblacions més properes.